# Zwergpinguin
Der Zwergpinguin (Eudyptula minor) ist die kleinste Art aus der Familie der Pinguine (Spheniscidae). Die Vögel werden gewöhnlich 35 bis 40 Zentimeter groß und wiegen etwa ein Kilogramm. Die durchschnittliche Lebenserwartung liegt bei 7 Jahren. Der aktuelle Bestand wird auf etwa 470.000 ausgewachsene Individuen geschätzt.

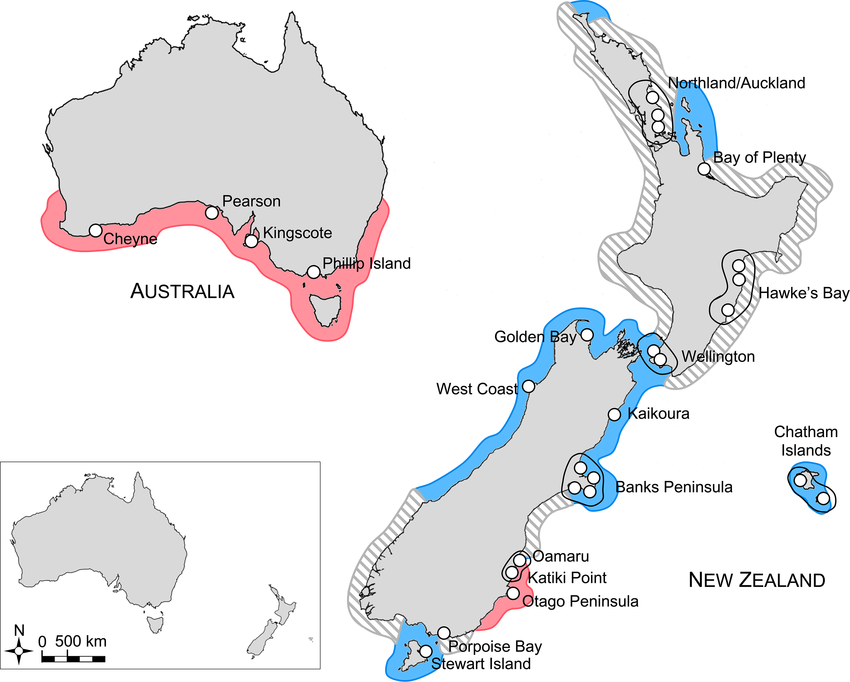
Das Verbreitungsgebiet der Zwergpinguine
Eudyptula minor
Eudyptula (minor) novaehollandiae

## Verbreitung
Das Hauptverbreitungsgebiet des Zwergpinguins ist Neuseeland. Dort heißen sie little blue penguins oder einfach nur blue penguins. Tiere der helleren Unterart E. m. albosignata werden dort white-flippered penguins genannt. In der Sprache der Māori heißen sie Kororā. Es finden sich zahlreiche Kolonien rund um Neuseelands Nord- und Südinsel, auf Stewart Island sowie den Chatham-Inseln. Der Zwergpinguin ist außerdem die einzige Pinguinart, die auf dem australischen Festland brütet. Brutkolonien finden sich entlang Australiens Südküste und auf Tasmanien. In Australien werden sie nur little penguins oder fairy penguins genannt. Sie sind nicht sehr scheu und brüten manchmal unter Wohnhäusern.

## Ernährung
Zwergpinguine ernähren sich von Fischen (vornehmlich Heringsartige, in Neuseeland z. B. Sprattus antipodum), Tintenfischen und kleineren Krebstieren. Dazu unternehmen sie ausgedehnte Jagd- und Tauchzüge, die allerdings nicht allzu weit entfernt von ihren Brutkolonien stattfinden. Dabei erreichen sie Tauchtiefen von bis zu 70 Metern und eine durchschnittliche Schwimmgeschwindigkeit von 7 km/h. Sie jagen tagsüber, aber sie füttern ihre Jungen bei Nacht.

## Aufzucht der Jungen

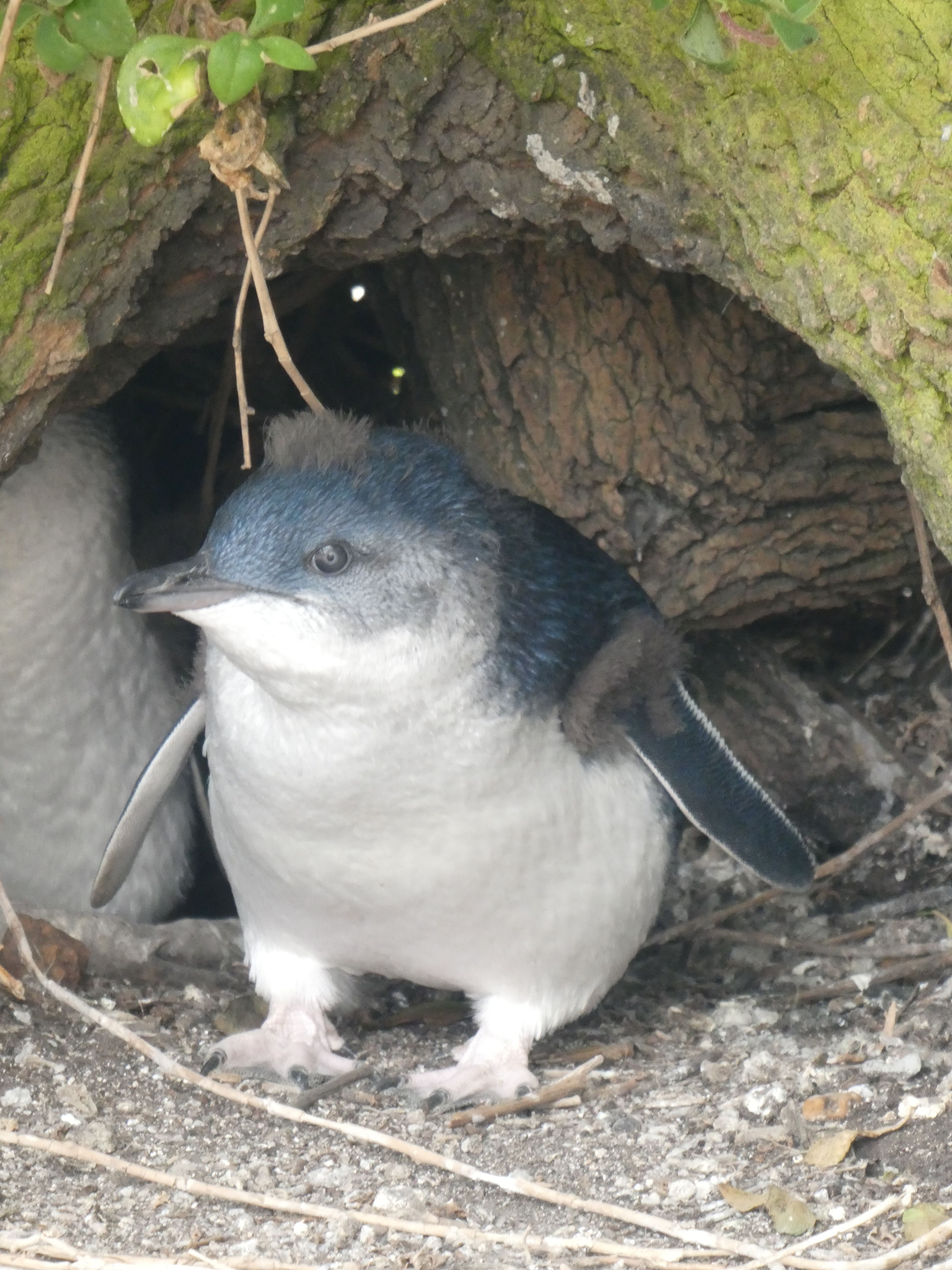
Jungtier im Baumwurzelnest am Low Head Lighthouse auf Tasmanien

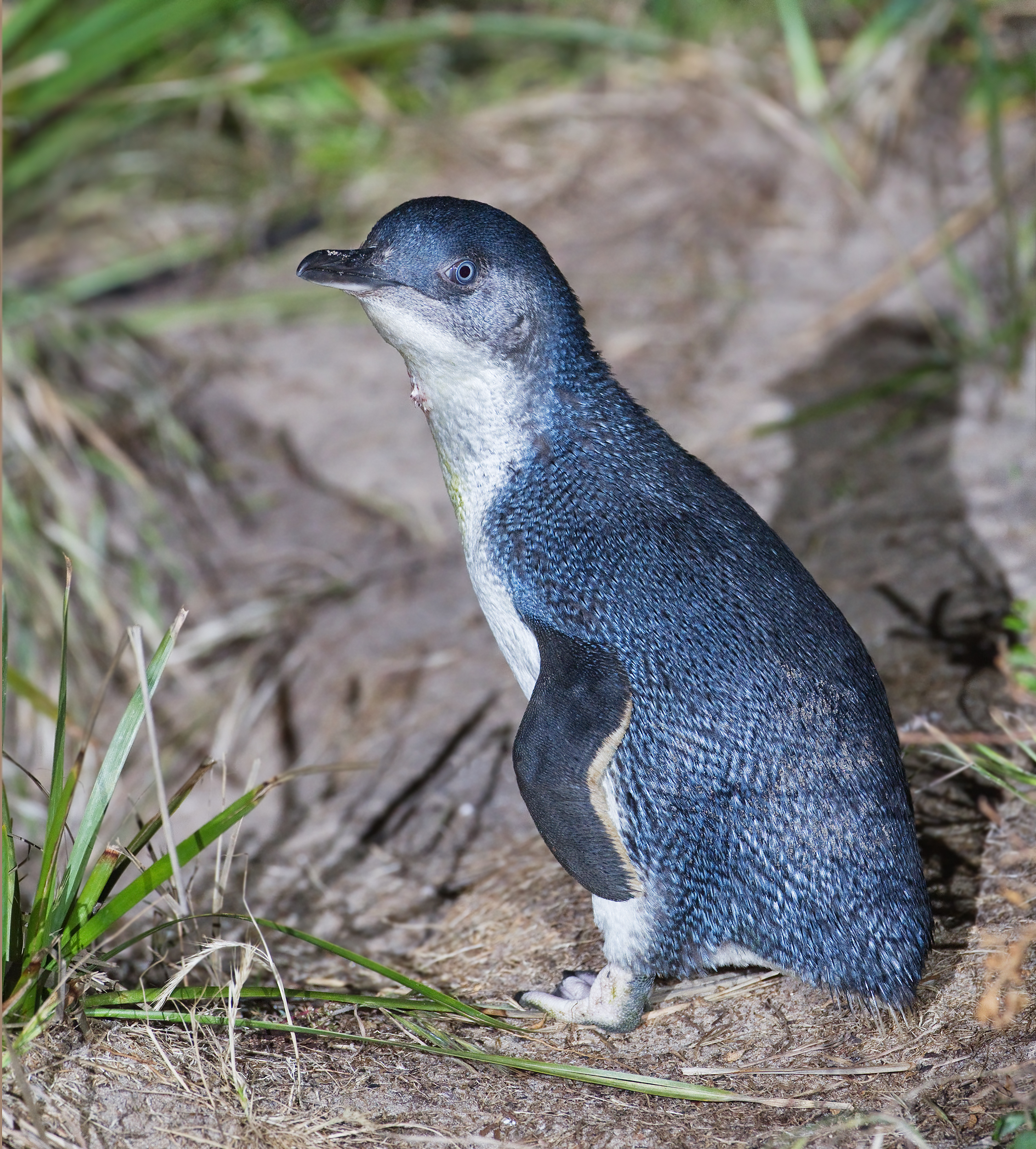
Australischer Zwergpinguin auf Bruny Island

Sie leben das ganze Jahr über in großen Kolonien. Sie nisten in Felsspalten, unter Baumwurzeln oder in Erdlöchern. In Neuseeland sind an zahlreichen Orten auch Nistkästen installiert, die von den Pinguinen als Brutstätte verwendet werden. Die Brutzeit ist variabel und kann sich von Mai bis März erstrecken. Aus zwei gelegten Eiern schlüpfen nach 33 bis 39 Tagen Brutzeit die Küken. Nach etwa sechs Wochen werden die Küken flügge. Je nach Beginn der Brutsaison kommt es vor, dass ein Paar – nachdem die ersten Küken das Nest verlassen haben – ein zweites Gelege großzieht. Während der Brut kehren die adulten Pinguine in der Abenddämmerung in ihre Kolonien zurück, um die Jungen zu füttern.

## Systematik
Der Zwergpinguin wurde 1781 durch den deutschen Naturforscher Johann Reinhold Forster beschrieben und 1856 durch den italienischen Zoologen Charles Lucien Bonaparte der neu eingeführten Gattung Eudyptula zugeordnet, die seitdem meist als monotypisch gilt, d. h. der Zwergpinguin ist die einzige Art der Gattung. Ein DNA-Vergleich von verschiedenen genetischen Markern zeigt jedoch, dass es sich beim Zwergpinguin eigentlich um eine Superspezies mit zwei kryptischen Arten handelt, eine neuseeländische Art und eine weitere, die an der Südküste Australiens vorkommt. Hybridisierungen zwischen den beiden Arten finden nur in Ausnahmefällen statt.
Der durchschnittliche Sequenzunterschied zwischen den australischen und den neuseeländischen Zwergpinguinen liegt bei 3,8 %, während sie lediglich 0,8 % beim Vergleich von Brillenpinguin (Spheniscus demersus) und Magellan-Pinguin (S. magellanicus) beträgt und nur bei 1,5 % beim Vergleich von Felsenpinguin (Eudyptes chrysocome) und Tristanpinguin (E. moseleyi) liegt. Für die neuseeländischen Zwergpinguine wird weiterhin der wissenschaftliche Name Eudyptula minor zur Verfügung stehen, da die Typuslokalität der Art der Tamatea / Dusky Sound im Fiordland im Südwesten der Südinsel ist. Für die australische Art wird der wissenschaftliche Name Eudyptula novaehollandiae vorgeschlagen. Typuslokalität ist Port Jackson bei Sydney.
Die beiden Arten geben auch unterschiedliche Rufe von sich und zeigen ein unterschiedliches Verhalten. Die australische Art kommt bevorzugt nach Anbruch der Dämmerung in Gruppen an Land, ein Verhalten, das in Neuseeland nur an der Küste von Otago beobachtet wurde. Die Population an der Küste von Otago gehört genetisch zur australischen Art. Sie hat sich wahrscheinlich vor einigen tausend Jahren an diesem neuseeländischen Küstenabschnitt angesiedelt. Möglicherweise hat sich das Verhalten der australischen Art entwickelt, um eine Begegnung mit Raubbeutlern zu vermeiden. Die neuseeländischen Zwergpinguine brüteten vor Ankunft des Menschen auf einer Insel, auf der es keine landlebenden Raubtiere gab. Im Unterschied zur neuseeländischen Art brüten die australischen Zwergpinguine, abhängig vom Nahrungsangebot und von der Temperatur des Oberflächenwassers, nach einer erfolgreichen ersten Brut oft ein zweites Mal.
Mitte 2023 wurde anhand zweier fossiler Schädel ein ausgestorbener Zwergpinguin beschrieben. Eudyptula wilsonae lebte vor 3,36 bis 3,06 Mill. Jahren im oberen Pliozän auf der Nordinsel Neuseelands und könnte ein direkter Vorfahre der heute lebenden Arten gewesen sein. Er war etwas schlanker als diese.

## Tourismus

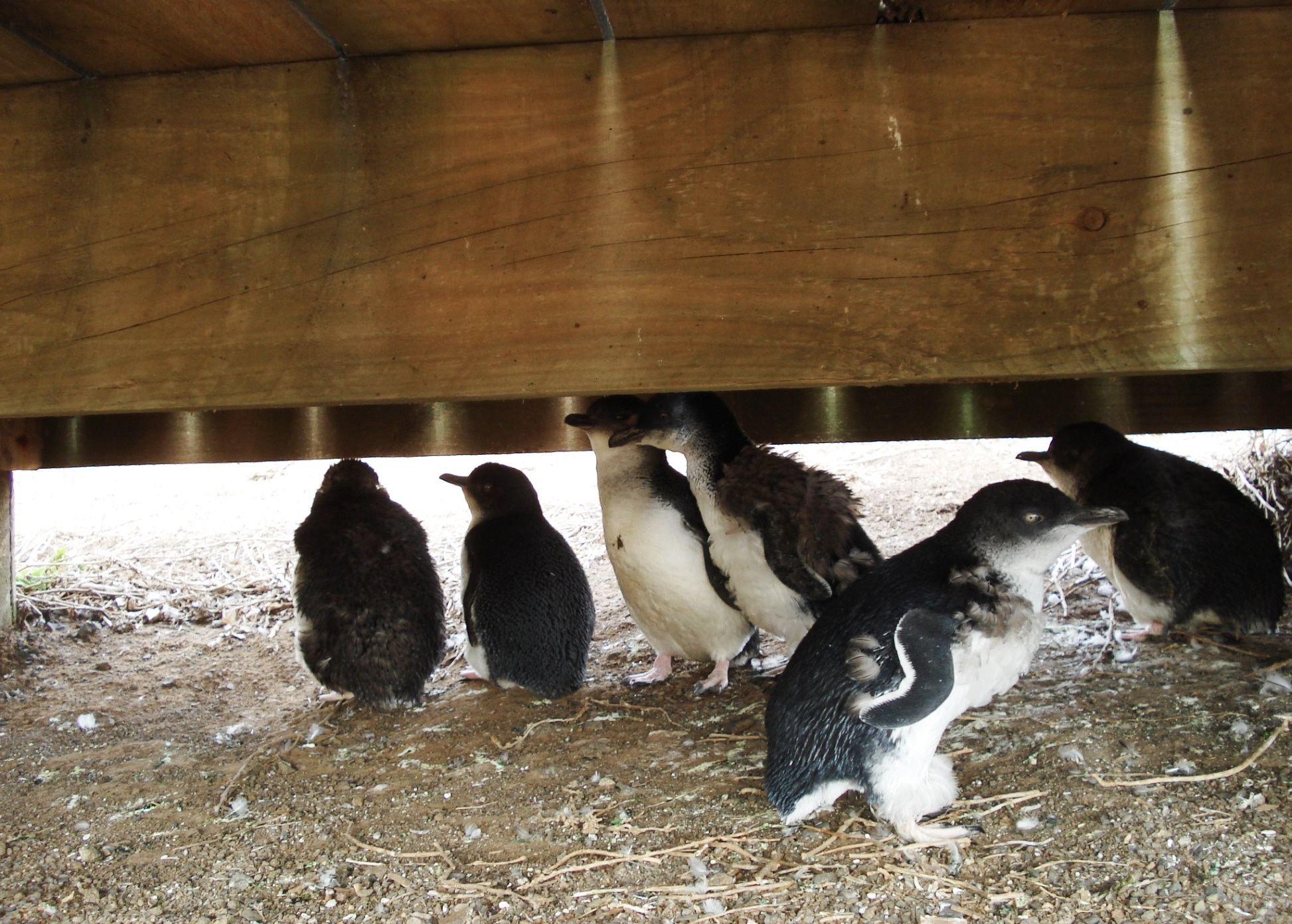
Zwergpinguin-Jungtiere unter einem Bohlenweg auf Phillip Island

Auf Phillip Island südöstlich von Melbourne kann diese nächtliche „Pinguin-Parade“ in touristischer Open-Air-Theater-Atmosphäre beobachtet werden. Die Tiere lassen sich von der Beleuchtung und den Touristen offenbar nicht stören. Ähnliche Wanderungen lassen sich auch an anderen Stellen der australischen Südküste beobachten, allerdings ohne touristische Aufbereitung einerseits und Eintrittsgelder andererseits. Die bekannteste Alternative befindet sich bei den Zwölf Aposteln an der Great Ocean Road. Die Pinguine kommen jeden Tag zum Sonnenuntergang und spazieren in Gruppen über den Strand. In der Regel kommen etwa 400 Pinguine, teilweise aber auch über 1000. Eine weitere Beobachtungsmöglichkeit bietet sich am St. Kilda Pier in Melbourne.
Neuseeländische Pendants finden sich in Oamaru (die Oamaru Blue Penguin Colony) sowie auf dem Kap der Otago-Halbinsel in Dunedin. Die hellere Unterart kann bei Pohatu Penguins in Akaroa während Brut und Mauser beobachtet werden.

## Fressfeinde
Zu den wichtigsten natürlichen Feinden des Zwergpinguins zählen der Australische Seelöwe, der Neuseeländische Seelöwe sowie der Neuseeländische Seebär und die in den dortigen Gewässern vorkommenden Haie.
Der Versuch, den Bestand des Beutelteufels zu stabilisieren, indem man ihn auf der 115,5 km² großen Insel Maria Island ansiedelte, hatte laut BirdLife Tasmania katastrophale Folgen für die dortige Vogelwelt. Die Raubbeutler töteten rund 6000 Zwergpinguine.

## Vom Menschen ausgehende Gefahren
Obwohl die Art insgesamt nicht gefährdet ist, sind Kolonien in Gebieten mit intensiverer menschlicher Aktivität von Verschmutzung und verwilderten Haustieren bedroht.

## Massensterben
Seit Anfang 2018 sind mehrere Tausend Zwergpinguine hauptsächlich an der Ostküste Neuseelands, u. a. in der Bay of Plenty-Bucht, meistens bereits tot angeschwemmt worden. Forscher sehen die Auswirkungen von La Niña als mögliche Todesursache. Laut dem Pinguin-Experten Graeme Taylor gab es in Neuseeland zuletzt 1998 ein derartiges Massensterben.

## Trivia
Ein Besuch bei Zwergpinguinen im Zoo von Canberra, bei dem einer der Pinguine ihn „biss“, inspirierte Linus Torvalds 1996 dazu, einen Pinguin „Tux“ als Maskottchen für Linux zu wählen.
Der australisch/US-amerikanische Film "Oddball – Retter der Pinguine" von 2015 erzählt von der wahren Begebenheit, dass ein Hund die Kleinpinguinkolonie auf der Insel Middle Island vor Warrnambool rettete.